# August Đarmati
August Đarmati (Srijemski Karlovci, 31. srpnja 1906. – Ormož, 4. travnja 1978.) je bio srijemski hrvatski pjesnik. Pored pjesama, pisao je i podlistke, novele i kritike.
Rodio se 31. srpnja 1906. u Srijemskim Karlovcima. 
Osnovno i srednje školovanje (gimnazija) je završio u rodnim Karlovcima, a studirao je na filozofskom fakultetu u Zagrebu.
Zaposlio se kao srednjoškolski profesor, a radio je u Zagrebu, Subotici i Pazinu. Umro je u Ormožu 4. travnja 1978.
Pjesnička djela su mu karakteristična po religioznim i intimističkim tonovima, a javlja se i pejzažizma.

## Objavljena djela
Zbirke pjesama:
- Lirika
- Cvjetovi nad provalijama
- Na putovima vječnosti
- Negdje daleko
- Iznad omeđenih krugova
- Slutnje

## Vanjske poveznice
- Pjesma u "Zvoniku"
- Katolički su književnici dio hrvatske književnosti i kulture  Arhivirana inačica izvorne stranice od 15. srpnja 2007. (Wayback Machine)
- Hrvatska riječ u Srijemu  Arhivirana inačica izvorne stranice od 29. srpnja 2007. (Wayback Machine) O hrv. književnosti u Srijemu, uz slike književnika